# Lijst van bruggen in Gent

## Bruggen over water
De Belgische stad Gent, hoofdstad van Oost-Vlaanderen, is een stad met veel waterlopen en ook een heleboel bruggen hierover. De verschillende bruggen hebben verschillende beheerders (stad Gent, Agentschap Wegen en Verkeer, Infrabel, De Vlaamse Waterweg). Stad Gent beheert slechts ongeveer 40 bruggen van de ongeveer 200.
Hieronder staat een bijna volledige lijst.
| Brug                                                                    | Waterloop                                                        | Afbeelding                                                                                                 |
| ----------------------------------------------------------------------- | ---------------------------------------------------------------- | --- |
| Aardewegbrug aan de Bargiekaai                                          | Waldam                                                           | |
| Academiebrug                                                            | Lieve                                                            | Academiebrug                                                                                               |
| Albertina Sisulubrug                                                    | fiets- en voetgangersbrug over de Muinkschelde naar De Krook     | Albertina Sisulubrug                                                                                       |
| André Denysbrug                                                         | Ringvaart                                                        | André Denysbrug                                                                                            |
| Annie Vande Wielebrug                                                   | fiets- en voetgangersbrug (F400) over deWatersportbaan           | |
| Appelbrug                                                               | Lieve                                                            | Appelbrug                                                                                                  |
| Asselsbrug                                                              | Leiearm van Drongen                                              | |
| Bargiebrug                                                              | Kanaal Gent - Oostende                                           | Bargiebrug                                                                                                 |
| Bataviabrug                                                             | Handelsdok                                                       | Bataviabrug                                                                                                |
| Bavobrug                                                                | Nederschelde (Reep)                                              | Bavobrug                                                                                                   |
| Beekstraatbrug                                                          | Ringvaart                                                        | Beekstraatbrug                                                                                             |
| Blaarmeersenbrug                                                        | Ringvaart                                                        | |
| Brug aan papierfabriek                                                  | Oude arm van Langerbrugge                                        | |
| Brug der Keizerlijke Geneugten                                          | Lieve                                                            | Brug der Keizerlijke Geneugten                                                                             |
| Brugje 1 van het park 'Claeys Bouuaert'                                 | Park 'Claeys Bouuaert'                                           | |
| Brugje 2 van het park 'Claeys Bouuaert'                                 | Park 'Claeys Bouuaert'                                           | |
| Brugje 3 van het park 'Claeys Bouuaert'                                 | Park 'Claeys Bouuaert'                                           | |
| Brugje aan de 'Driepikkelstraat'                                        | Bourgoyen                                                        | |
| Brugje tussen Biesrek en Melkgracht                                     | Watersportbaan (de zijarm tussen de Europalaan en de Yachtdreef) | |
| Brug aan de 'Mahatma Gandhistraat'                                      | Leie                                                             | |
| Brugsevaartbrug                                                         | Kanaal Gent-Oostende                                             | Brugsevaartbrug                                                                                            |
| Buchtenbrug                                                             | Ringvaart                                                        | Buchtenbrug                                                                                                |
| Buchtenspoorbrug                                                        | Ringvaart                                                        | Buchtenbrug                                                                                                |
| Calcuttabrug                                                            | Handelsdok                                                       | |
| Charles Marcellisbrug                                                   | Bovenschelde (Muinkschelde)                                      | Marcellisbrug                                                                                              |
| Contributiebrug (Nieuwe Wandelingbrug)                                  | Kanaal Gent-Oostende                                             | Contributiebrug                                                                                            |
| Dampoortbrug                                                            | Handelsdok                                                       | dampoort                                                                                                   |
| Destelbergenbrug                                                        | Zeeschelde                                                       | |
| Drongenbrug                                                             | Ringvaart                                                        | |
| Ekkergembrug                                                            | Westelijke Leie                                                  | |
| Emiel Clausbrug                                                         | Vijver van 't Park AWV (Citadelpark)                             | |
| Europabrug                                                              | Leie                                                             | Europabrug                                                                                                 |
| Eversteinbrug                                                           | Ringvaart                                                        | |
| Eversteinspoorbrug                                                      | Ringvaart                                                        | |
| Ferdinand Lousbergsbrug                                                 | Visserijvaart                                                    | |
| Ferdinand Lousbergsvoetbrug                                             | Visserijvaart                                                    | |
| François Laurentbrug                                                    | Nederschelde (Reep)                                              | François Laurentbrug                                                                                       |
| Fransevaartbrug                                                         | Fransevaart                                                      | |
| Gaardeniersbrug (Gasmeterbrug)                                          | Verbindingskanaal                                                | Gaardeniersbrug                                                                                            |
| Gebroeders Van Eyckbrug                                                 | Nederschelde                                                     | |
| Gentbruggebrug                                                          | Zeeschelde                                                       | |
| Goedingebrug                                                            | Leie                                                             | Goedingebrug                                                                                               |
| Grasbrug                                                                | Leie                                                             | grasbrug                                                                                                   |
| Griendijkbrug                                                           | Leiearm van Drongen                                              | |
| Groendreefbrug                                                          | Kanaal Gent-Oostende                                             | Groendreefbrug                                                                                             |
| Groene Valleibrug                                                       | Westelijke Leie                                                  | |
| Grootdokbrug                                                            | Ringkanaal                                                       | |
| Guldenmeersbrug                                                         | Afleiding van het Strop                                          | |
| Heernisspoorbrug                                                        | Zeeschelde                                                       | |
| Heinakkerbrug                                                           | Ringvaart                                                        | |
| Hoofdbrug                                                               | Lieve                                                            | Hoofdbrug                                                                                                  |
| Hospitaalbrug                                                           | Coupure                                                          | Hospitaalbrug                                                                                              |
| Hundelgembrug                                                           | Afleiding van het Strop                                          | |
| Hutsepotbrug                                                            | Ringvaart                                                        | |
| Industriebrug                                                           | Ringvaart                                                        | |
| Jan Palfijnbrug                                                         | Leie                                                             | |
| John Kennedybrug                                                        | Moervaart                                                        | |
| Jozef Guislainbrug                                                      | Kanaal Gent-Oostende                                             | Jozef Guislainbrug                                                                                         |
| Kaaksmetebrug                                                           | Leiearm van Drongen                                              | |
| Kappebrug                                                               | Bovenschelde                                                     | |
| Keizerbrug                                                              | Afleiding van het Strop                                          | |
| Keizerviaduct                                                           | Nederschelde                                                     | |
| Ketelbrug                                                               | Ketelvaart                                                       | Ketelbrug                                                                                                  |
| Klaverbladbrug                                                          | Ringvaart                                                        | |
| Koning Albertbrug                                                       | Leie                                                             | Koning Albertbrug                                                                                          |
| Koning Willembrug                                                       | Nederschelde                                                     | |
| Krommewalbrug                                                           | Leie                                                             | Krommewalbrug                                                                                              |
| Krommehambrug                                                           | Leie                                                             | Krommehambrug Gent (natuurgebied Assels zijde Sint-Denijs-Westrem; buitenring R4; GPS 51.035960, 3.682577) |
| Langerbruggebrug                                                        | Oude arm van Langerbrugge                                        | |
| Lievebrug                                                               | Lieve                                                            | Lievebrug                                                                                                  |
| Maaltebrug                                                              | Ringvaart                                                        | |
| Malemvoetbrug                                                           | Leiearm van Akkergem                                             | Malemvoetbrug                                                                                              |
| Mariakerkebrug                                                          | Kanaal Gent-Oostende                                             | Mariakerkebrug                                                                                             |
| Matadibrug                                                              | Handelsdok                                                       | |
| Meierijbrug                                                             | Bovenschelde                                                     | |
| Melkhambrug                                                             | Kanaal van Zwijnaarde (Scheldekanaal)                            | |
| Mendonkbrug                                                             | Zuidlede                                                         | Mendonkbrug                                                                                                |
| Merelbekebrug                                                           | Tijarm van de Schelde                                            | |
| Meulestedebrug                                                          | Zeekanaal van Gent                                               | |
| Minnemeersbrug                                                          | Leie                                                             | Minnemeersbrug                                                                                             |
| Moskoubrug                                                              | Bovenschelde                                                     | |
| Muidebrug                                                               | Handelsdok                                                       | Muidebrug                                                                                                  |
| Muinkbrug                                                               | Bovenschelde (Muinkschelde)                                      | |
| Napoleon de Pauwbrug                                                    | Napoleon de Pauwvertakking                                       | Napoleon De Pauwbrug                                                                                       |
| Nieuwbrug                                                               | Nederschelde (Reep)                                              | Nieuwbrug                                                                                                  |
| Nieuwebosbrug                                                           | Nederschelde                                                     | |
| Nieuwekalebrug                                                          | Ringvaart                                                        | Nieuwekalebrug                                                                                             |
| Nieuwescheldebrug                                                       | Bovenschelde                                                     | Nieuwescheldebrug                                                                                          |
| Nieuwevaartbrug (De Smetstraatbrug)                                     | Verbindingskanaal                                                | Desmetbrug                                                                                                 |
| Oktrooibrug                                                             | Napoleon de Pauwvertakking                                       | Oktrooibrug                                                                                                |
| Ottergembrug                                                            | Ringvaart                                                        | Ottergembrug                                                                                               |
| Oudescheldebrug                                                         | Tijarm van de Schelde                                            | |
| Pontbrug                                                                | Leiearm van Drongen                                              | Pontbrug                                                                                                   |
| Predikherenbrug                                                         | Leie                                                             | Predikherenbrug                                                                                            |
| Rabotbrug                                                               | Lieve                                                            | Rabotbrug                                                                                                  |
| Recollettenbrug                                                         | Leie                                                             | Recollettenbrug                                                                                            |
| Rietkenbrug                                                             | Het Liefken                                                      | |
| Rozemarijnbrug                                                          | Coupure                                                          | Rozemarijnbrug                                                                                             |
| Sint-Agnetebrug                                                         | Coupure                                                          | Sint-Agnetebrug                                                                                            |
| Sint-Antoniusbrug                                                       | Lieve                                                            | Sint-Antoniusbrug                                                                                          |
| Sint-Denijsbrug                                                         | Ringvaart                                                        | |
| Sint-Jorisbrug                                                          | Leie                                                             | Sint-Jorisbrug                                                                                             |
| Sint-Lievensbrug                                                        | Afleiding van het Strop                                          | |
| Sint-Lievensviaduct                                                     | Afleiding van het Strop                                          | |
| Sint-Martinusbrug                                                       | Leiearm van Akkergem                                             | |
| Sint-Michielsbrug                                                       | Leie                                                             | Sint-Michielsbrug                                                                                          |
| Slachthuisbrug                                                          | Visserijvaart                                                    | Slachthuisbrug                                                                                             |
| Sneppebrug                                                              | Leie                                                             | Sneppebrug                                                                                                 |
| Snepdijkbrug                                                            | Leie                                                             | |
| Snepvoetbrug                                                            | Leie                                                             | Snepvoetbrug                                                                                               |
| Spanjeveerbrug                                                          | Moervaart                                                        | Spanjeveerbrug                                                                                             |
| Stropbrug                                                               | Bovenschelde                                                     | |
| Stropspoorbrug                                                          | Bovenschelde                                                     | |
| Ter Platenbrug                                                          | Bovenschelde (Muinkschelde)                                      | Ter PLatenbrug                                                                                             |
| Theresianenbrug                                                         | Coupure                                                          | |
| Tolhuisbrug                                                             | Verbindingskanaal                                                | Tolhuisbrug                                                                                                |
| Tweegatenbrug                                                           | Westelijke Leie                                                  | |
| Verapazbrug                                                             | Oude Dokken (bouw gestart 2022)                                  | |
| Verlorenkostbrug                                                        | Leie                                                             | Verlorenkostbrug                                                                                           |
| Vleeshuisbrug                                                           | Leie                                                             | Vleeshuisbrug                                                                                              |
| Waalbrug                                                                | Ringvaart                                                        | |
| Walpoortbrug                                                            | Ketelvaart                                                       | Walpoortbrug                                                                                               |
| Warmoezeniersbrug                                                       | Bovenschelde                                                     | |
| Watermolenbrug                                                          | Schelde                                                          | Watermolenbrug                                                                                             |
| Westerringspoorbrug                                                     | Brugsevaart                                                      | Westerringspoorbrug                                                                                        |
| Wiedauwkaaibrug (Wiedauwkaaispoorbrug, Voorhavenbrug of Muidespoorbrug) | Zeekanaal van Gent                                               | Wiedauwkaaibrug                                                                                            |
| Wijdenaardbrug wijden aarde = brede aanlegplaats                        | Nederschelde (Reep)                                              | Wijnaardebrug                                                                                              |
| Wondelgembrug                                                           | Verbindingskanaal                                                | Wondelgembrug                                                                                              |
| Wondelgemvoetbrug                                                       | Verbindingskanaal                                                | Wondelgembrug                                                                                              |
| Zomerweibrug                                                            | Zwijnaardekanaal (Scheldekanaal)                                 | Zomerweibrug                                                                                               |
| Zuiderlaanbrug                                                          | Leiearm van Akkergem                                             | |
| Zuivelbrug                                                              | Leie                                                             | Zuivelbrug                                                                                                 |
| Zwijnaardebrug                                                          | Ringvaart                                                        | |
| Zwijnaardekanaalbrug (E40)                                              | Kanaal van Zwijnaarde (Scheldekanaal)                            | |
| Zwijnaardekasteelbrug                                                   | Kanaal van Zwijnaarde (Scheldekanaal)                            | |

## Fietsonderdoorgang
De volgende Gentse bruggen zijn uitgerust met een onderdoorgang langs het water, specifiek voor fietsers en voetgangers:
Langs de fietsas Coupure-Groendreef:
- Rozemarijnbrug
- Contributiebrug (sinds 2022)
- Bargiebrug
- Jozef Guislainbrug (2x)

Langs de Leie:
- Europabrug
- Jan Palfijnbrug
- Sint-Jorisbrug

Langs de Schelde-armen:
- Ter Platenbrug
- Sint-Lievensbrug (2x)
- Stropbrug
- Heernisspoorbrug

Langs kanalen en dokken:
- Nieuwevaartbrug (De Smetstraatbrug)
- Meulestedebrug (na de herbouw die start in 2021)
- Verapazbrug (na de bouw die start in 2021)